# Ronald Kirkbride
Ronald de Levington Kirkbride (Victoria, 1º febbraio 1912 – Londra, 23 marzo 1973) è stato uno scrittore e sceneggiatore canadese noto soprattutto per i suoi romanzi d'evasione di carattere sentimentale, western e spionistico.
La sua opera più conosciuta è il romanzo Una ragazza chiamata Tamiko, pubblicato nel 1959 da cui nel 1962 trasse la sceneggiatura per il film omonimo diretto da John Sturges.
Kirkbride scrisse più di venti altri romanzi tra i quali The Private Life of Guy de Maupassant, Still the Heart Sings, Winds Blow Gently, David Jordan e Some Darling Sin. Il suo romanzo di spionaggio The Short Night venne preso in considerazione da Alfred Hitchcock per un adattamento cinematografico per quello che sarebbe stato il film del regista successivo a Complotto di famiglia, ma in seguito Hitchcock decise, durante la fase di pre-produzione, di rinunciare al progetto a causa delle sue precarie condizioni di salute.